# Londen Marathon 2002
De Londen Marathon 2002 werd gelopen op zondag 14 april 2002. Het was de 22e editie van deze marathon. 
De Amerikaan Khalid Khannouchi finishte bij de mannen als eerste in 2:05.38. Hierbij verbeterde hij het wereldrecord op de marathon. De Engelse Paula Radcliffe won bij de vrouwen in 2:18.56.

## Uitslagen

### Mannen
| rang   | naam                  | land | tijd    |
| ------ | --------------------- | ---- | ------- |
| Goud   | Khalid Khannouchi     | USA  | 2:05.38 |
| Zilver | Paul Tergat           | KEN  | 2:05.48 |
| Brons  | Haile Gebrselassie    | ETH  | 2:06.35 |
| 4      | Abdelkader El Mouaziz | MAR  | 2:06.52 |
| 5      | Ian Syster            | RSA  | 2:07.06 |
| 6      | Stefano Baldini       | ITA  | 2:07.29 |
| 7      | António Pinto         | POR  | 2:09.10 |
| 8      | Mark Steinle          | GBR  | 2:09.17 |
| 9      | Tesfaye Jifar         | ETH  | 2:09.50 |
| 10     | Mohammed El Hattab    | MAR  | 2:11.50 |
| 11     | Michael Buchleitner   | AUT  | 2:14.11 |

### Vrouwen
| rang   | naam               | land | tijd    |
| ------ | ------------------ | ---- | ------- |
| Goud   | Paula Radcliffe    | GBR  | 2:18.56 |
| Zilver | Svetlana Zacharova | RUS  | 2:22.31 |
| Brons  | Ljoedmila Petrova  | RUS  | 2:22.33 |
| 4      | Reiko Tosa         | JPN  | 2:22.46 |
| 5      | Susan Chepkemei    | KEN  | 2:23.19 |
| 6      | Joyce Chepchumba   | KEN  | 2:26.53 |
| 7      | Silviya Skvortsova | RUS  | 2:27.07 |
| 8      | Zinaida Semenova   | RUS  | 2:27.45 |
| 9      | Derartu Tulu       | ETH  | 2:28.37 |
| 10     | Shitaye Gemechu    | ETH  | 2:28.58 |
| 11     | Irina Safarova     | RUS  | 2:29.20 |

1981 ·
1982 ·
1983 ·
1984 ·
1985 ·
1986 ·
1987 ·
1988 ·
1989 ·
1990 ·
1991 ·
1992 ·
1993 ·
1994 ·
1995 ·
1996 ·
1997 ·
1998 ·
1999 ·
2000 ·
2001 ·
2002 ·
2003 ·
2004 ·
2005 ·
2006 ·
2007 ·
2008 ·
2009 ·
2010 ·
2011 ·
2012 ·
2013 ·
2014 ·
2015 ·
2016 ·
2017